# あなたの選んだこの時を
「あなたの選んだこの時を」（あなたのえらんだこのときを）は、いとうかなこの楽曲。彼女の22枚目のシングルとして2013年4月24日に5pb.Recordsから発売された。楽曲は志倉千代丸により制作された。シングルの規格品番はFVCG-1236。 

## 概要
前作「トポロジー」から約2ヶ月ぶりのリリースとなる2013年2作目のシングル。
本曲は、アニメーション映画『劇場版 STEINS;GATE 負荷領域のデジャヴ』の主題歌に起用された。同作品はテレビアニメと違い牧瀬紅莉栖の視点で進むため、タイトルを「あなたの選んだこの時を」にしたり、歌詞の一部に紅莉栖の気持ちを端的に表した「あなたと」で始まるフレーズが設けられている。ちなみに歌詞は前作までのように伏線が折りこまれている訳ではなく、テレビ版と関連性のある「想定を超える痛み」が含まれるなど、これのみでも物語を構成している。曲調はデジタルロックだが、これは『STEINS;GATE』の基本理念がデジタルを表す0と1に基づいているためで、最初のサビでもデジタル、人、時間との関連を歌ったものが歌詞として採用されている。
シングルのカップリング曲「resolution」は、ゲームとアニメしか観ておらず劇場版未視聴の人でも楽しめるおもしろい曲に仕上がっている。

## 収録曲
| #         | タイトル                                                                                      | 作詞・作曲   | 編曲           | 時間  |
| --------- | --------------------------------------------------------------------------------------------- | ------------ | -------------- | ----- |
| 1.        | 「あなたの選んだこの時を」(アニメーション映画『劇場版 STEINS;GATE 負荷領域のデジャヴ』主題歌) | 志倉千代丸   | オオバコウスケ | 5:08  |
| 2.        | 「resolution」                                                                                | いとうかなこ | 磯江俊道       | 4:39  |
| 3.        | 「あなたの選んだこの時を（off vocal）」                                                       |              |                |       |
| 4.        | 「resolution（off vocal）」                                                                   |              |                |       |
| 合計時間: | 合計時間:                                                                                     | 合計時間:    | 合計時間:      | 19:32 |